# ديفيد هوراس كليفت
ديفيد هوراس كليفت (بالإنجليزية: David Horace Clift)‏ هو أمين مكتبة أمريكي، ولد في 16 يونيو 1907 في واشنطن ‏ في الولايات المتحدة، وتوفي في 12 أكتوبر 1973.